# ميكائيل سيمون
ميكائيل سيمون (بالفرنسية: Mickaël Simon)‏ هو لاعب دوري الرغبي فرنسي، ولد في 2 أبريل 1987 في قرقشونة في فرنسا.

## روابط خارجية
- ميكائيل سيمون على موقع ItsRugby.co.uk (الإنجليزية)